# 다키촌 (아이치현)
다키촌(多気村)은 아이치현 니시카스가이군에 설치되었던 촌이다. 현재의 고마키시에 해당한다.